# Camarenilla
Camarenilla é um município da Espanha na província de Toledo, comunidade autónoma de Castilla-La Mancha, de área 35 km² com população de 409 habitantes (2007) e densidade populacional de 23,46 hab./km².

## Demografia
| Variação demográfica do município entre 1991 e 2004 | Variação demográfica do município entre 1991 e 2004 | Variação demográfica do município entre 1991 e 2004 | Variação demográfica do município entre 1991 e 2004 |
| --------------------------------------------------- | --------------------------------------------------- | --------------------------------------------------- | --------------------------------------------------- |
| 1991                                                | 1996                                                | 2001                                                | 2004                                                |
| 538                                                 | 549                                                 | 521                                                 | 516                                                 |